# الجمهورية العثمانية (فلم)
الجمهورية العثمانية (بالتركية: Osmanlı Cumhuriyeti) في فيلم كوميدي سياسي تركي تم إنتاجه في سنة 2008 وهو من إخراج غاني مجدي وبطولة أتا ديميرير وفيلدان أتاسفير وسومر تلماتش وسيزين آكسو، الفيلم يتكلم بطريقة طريفة عن مصير تركيا في حالة إن لم يكن مصطفى كمال أتاتورك قد إستلم الحكم، الفيلم أصبح رابع أكثر الأفلام التركية ربحاً في سنة 2008، هذا الفيلم تم دبلجته إلى العربية وعرض في عدة قنوات عربية.

## القصة
قصة الفلم تبدأ في سنة 1888 بسقوط جذع شجرة على كمال أتاتورك مؤسس جمهورية تركيا عندما يكون طفلاً ليموت بسبب ذلك، ثم يظهر سلطان إسمه عثمان السابع يحكم تحت مسمى دولة إسمها الجمهورية العثمانية، وهذا الدولة تكون محتلة من قبل الأمريكيين والأوروبيين وذلك بعد هزيمة الدولة العثمانية في الحرب العالمية الأولى، يظهر الفيلم أيضاً مجموعة من الشباب وهم يحاولون تحرير تركيا من الاحتلال وثم يتعاون السلطان معهم إلا أن الأمريكيين والأوروبيين ألذين يحتلون تركيا يقاومون ذلك.

## البطولة
- أتا ديميرير بدور السلطان عثمان السابع
- فيلدان أتاسفير بدور أزوده
- سومر تلماتش بدور ياديغار
- روهسار أوتشال بدور السلطانة صليحة

## وصلات خارجية
- مقالات تستعمل روابط فنية بلا صلة مع ويكي بيانات